# Буве, Раймон
Раймо́н Буве́ (фр. Raymond Bouvet) — французский кёрлингист.
В составе мужской сборной Франции участник чемпионата мира 1974 (заняли пятое место).
Играл на позиции третьего.

## Команды
| Сезон   | Четвёртый  | Третий      | Второй       | Первый       | Турниры           |
| ------- | ---------- | ----------- | ------------ | ------------ | ----------------- |
| 1973—74 | Пьер Дюкло | Раймон Буве | Морис Мерсье | Альдо Мерлин | ЧМ 1974 (5 место) |

(скипы выделены полужирным шрифтом)